# Miguel Ángel Guerra (piloto)

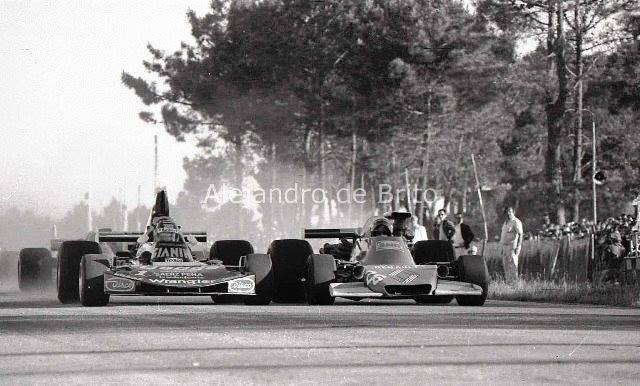
Miguel Ángel Guerra (derecha) en Fórmula 1 Mecánica Argentina 1977.

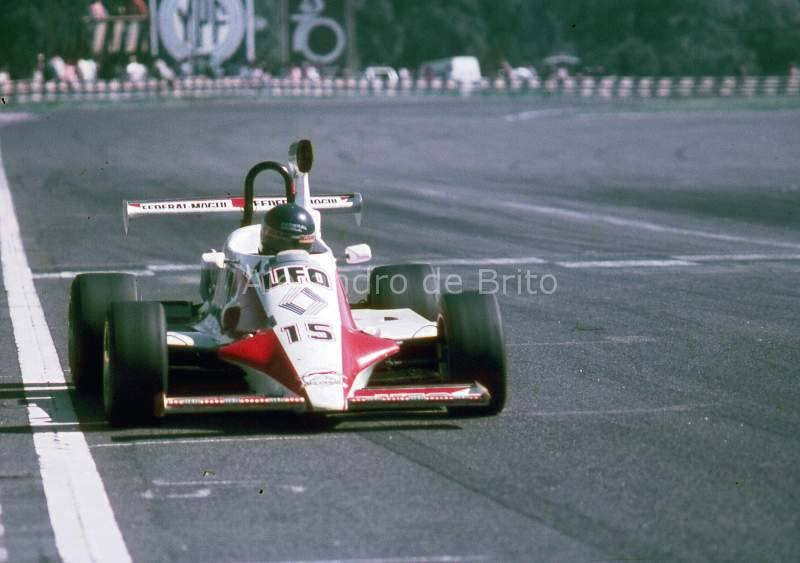
Miguel Ángel Guerra en Fórmula 2 Codasur 1986.

Miguel Ángel Guerra (Ciudad de Buenos Aires, 31 de agosto de 1953) es un expiloto y dirigente de automovilismo argentino. Se destacó por haber desarrollado una vasta trayectoria a nivel nacional e internacional, como piloto de automovilismo de velocidad, donde llegara a competir en categorías como la Fórmula 1, TC 2000 y Turismo Carretera. A lo largo de su carrera deportiva, supo consagrarse campeón en distintas categorías nacionales, destacándose el título obtenido en el año 1989 en el TC 2000.
Su carrera deportiva se inició a principios de la década del '70, debutando en la Fórmula 4 Argentina (hoy Fórmula Renault Argentina) donde alcanzaría dos subcampeonatos en 1972 y 1973, más el título de campeón en 1974 y 1975. Su actuación en esta división lo llevó a ascender en 1975 a la Fórmula 2 Argentina, donde obtuvo el título en su año debut y repitiese el logro en 1976 y 1977. Gracias a esto, lograría en 1978 emigrar a Europa donde competiría sucesivamente en la Fórmula 3 Europea y la Fórmula 2, hasta su gran desembarco en la Fórmula 1 en el año 1981.
Su llegada a la máxima categoría del automovilismo mundial, lo vería debutando en el equipo Osella al comando de una unidad potenciada por Ford. Sin embargo, debido a la pésima fiabilidad del prototipo, apenas conseguiría participar en 4 sesiones, de las cuales solamente en el Gran Premio de San Marino alcanzaría a superar las instancias clasificatorias (pero abandonaría en el primer giro de la competencia debido a una colisión con Eliseo Salazar), pero que sin embargo terminaría abandonando la competencia. Como dato extra de su paso por la Fórmula 1, uno de los Grandes Premios en los que debió participar, fue el mismo Gran Premio de Argentina donde oficiaba de local, pero que no alcanzó a superar las instancias clasificatorias también estuvo preinscripto en el Gp de Francia 1981 de los días 3 al 5 de julio de 1981 en ese año como segundo piloto aunque en el sitio www.statsf1.com aparece herido y no tuvo piloto que lo reemplace para dicha fecha.
Tras su fallido paso por la F1, retornaría a su país para debutar en la Fórmula 2 Codasur, donde compitió entre 1983 y 1986. En 1987 debutó en el Turismo Competición 2000, donde en el año 1989 obtendría su único título en una categoría de automóviles de turismo también compitió en el Campeonato Italiano de Velocidad y Turismo con Lancia Delta HF Integrale junto a Juan María Traverso, Pablo Peón y Carlos Menem II en la temporada 1993 y en la que competiría hasta el año 1997, representando a las marcas Renault, Ford, Volkswagen, Peugeot y Fiat. Su carrera también contempló su debut en el año 1997 en el Turismo Carretera, donde participaría al comando de unidades Chevrolet y Dodge, como así también participaciones en el Super Turismo Sudamericano, donde debutó en el año 1997. Finalmente, se retiraría de la práctica profesional del automovilismo en el año 2001, compitiendo en la categoría Turismo Carretera al comando de un Chevrolet Chevy.
Tras finalizar su carrera deportiva, tuvo una incursión como dirigente de automovilismo, al incorporarse a la categoría Top Race, de la cual asumiría el cargo de vicepresidente en el año 2004, renunciando finalmente en 2014. Desde 2017 es el director deportivo del equipo oficial Renault Sport en el Súper TC 2000.
Además acompaña el desarrollo de la carrera deportiva de su hijo Lucas Ariel Guerra, campeón de la divisional Top Race Series en el año 2014.
En diciembre de 2024 la Legislatura de la Ciudad Autónoma de Buenos Aires lo distinguió Personalidad Destacada de la Ciudad Autónoma de Buenos Aires en el ámbito del deporte.

## Resumen de carrera
| Año     | Categoría                                           | Automóvil              |
| ------- | --------------------------------------------------- | ---------------------- |
| 1971    | Triangular de Fórmula 4                             | Crespi-Renault         |
| 1972    | Fórmula 4 Argentina, debut y subcampeonato          | Crespi-Renault         |
| 1973    | Subcampeón Fórmula 4 Argentina                      | Crespi-Renault         |
| 1974    | Campeón Fórmula 4 Argentina                         | Crespi-Renault         |
| 1975    | Campeón Fórmula 4 Argentina                         | Crespi-Renault         |
| 1975    | Fórmula 2 Argentina, debut y campeonato             | Lotus-Renault          |
| 1976    | Campeón Fórmula 2 Argentina                         | Lotus-Renault          |
| 1977    | Tricampeón Fórmula 2 Argentina                      | Lotus-Renault          |
| 1977    | Fórmula 1 Mecánica Argentina, debut y subcampeonato | Berta-Tornado          |
| 1978    | Debut en Fórmula 3 Europea                          | Dallara-Toyota         |
| 1978    | Debut en Fórmula 2 Europea, 6 carreras              | Chevron B42-BMW        |
| 1979    | Fórmula 2 Europea                                   | March 792-BMW          |
| 1980    | Fórmula 2 Europea                                   | Minardi GM75-BMW       |
| 1981    | Debut en Fórmula 1, 4 carreras                      | Osella FA1B-Ford       |
| 1981    | Fórmula 2, 1 carrera                                | Minardi FLY281-Ferrari |
| 1983    | Debut en Fórmula 2 Codasur                          | Berta-Renault          |
| 1984    | Subcampeón Fórmula 2 Codasur                        | Berta-Renault          |
| 1985    | Fórmula 2 Codasur                                   | Berta-Renault          |
| 1986    | Fórmula 2 Codasur                                   | Berta-Renault          |
| 1987    | Debut en TC 2000                                    | Renault 18             |
| 1987    | Debut en Fórmula 3 Sudamericana                     | Berta-Renault          |
| 1988    | TC 2000                                             | Renault Fuego          |
| 1989    | Campeón de TC 2000                                  | Renault Fuego          |
| 1989    | Clase 3 del Turismo Nacional, 1 carrera             | Renault 18             |
| 1990    | TC 2000                                             | Renault Fuego          |
| 1991    | TC 2000                                             | Ford Sierra            |
| 1992    | TC 2000                                             | Volkswagen Gacel       |
| 1992    | TC 2000                                             | Ford Sierra            |
| 1993    | TC 2000                                             | Ford Sierra Ghia S     |
| 1993    | TC 2000                                             | Volkswagen Gacel       |
| 1993    | Invitado a competencias especiales del TC           | Dodge GTX              |
| 1994    | TC 2000                                             | Peugeot 405            |
| 1994    | Invitado a las 2 Horas de Buenos Aires del TC       | Chevrolet Chevy        |
| 1995    | TC 2000                                             | Peugeot 405            |
| 1995    | Invitado 2 hs. de Bs.As. y Rafaela 200 de TC        | Chevrolet Chevy        |
| 1996    | TC 2000                                             | Peugeot 405            |
| 1996    | Invitado a las 2 Horas de Buenos Aires del TC       | Chevrolet Chevy        |
| 1997    | TC 2000, 8 carreras                                 | Fiat Tempra            |
| 1997    | Turismo Carretera, 2 carreras                       | Dodge GTX              |
| 1997    | Turismo Carretera, 2 carreras                       | Chevrolet Chevy        |
| 1997    | Top Race, 4 carreras                                | Nissan 300 ZX          |
| 1997    | Debut en el ST Sudamericano                         | Ford Mondeo I          |
| 1997    | Debut en el ST Sudamericano                         | Chevrolet Vectra II    |
| 1997    | Debut en el ST Sudamericano                         | Honda Accord           |
| 1998    | ST Sudamericano                                     | Chevrolet Vectra II    |
| 1998    | ST Sudamericano                                     | Alfa Romeo 155         |
| 1998    | ST Sudamericano                                     | Peugeot 406            |
| 2000    | Turismo Carretera                                   | Chevrolet Chevy        |
| 2001    | Turismo Carretera, 4 carreras                       | Chevrolet Chevy        |
| Fuente: |                                                     |                        |

## Resultados

### Campeonato Europeo de Fórmula Dos
(Clave) (negrita indica pole position) (cursiva indica vuelta rápida)

| Año     | Escudería | 1       | 2     | 3     | 4      | 5       | 6     | 7     | 8       | 9     | 10      | 11      | 12      | Pos. | Puntos |
| ------- | --------- | ------- | ----- | ----- | ------ | ------- | ----- | ----- | ------- | ----- | ------- | ------- | ------- | ---- | ------ |
| 1979    | Everest   | SIL 7   | HOC 3 | THR 4 | NÜR 15 | VAL Ret | MUG 9 | PAU 6 | HOC Ret | ZAN 8 | PER Ret | MIS Ret | DON Ret | 14.º | 8      |
| 1980    | Minardi   | THR Ret | HOC 7 | NÜR 8 | VAL 8  | PAU 5   | SIL 6 | ZOL 5 | MUG 4   | ZAN 9 | PER Ret | MIS 5   | HOC     | 9.º  | 10     |
| 1981    | Minardi   | SIL     | HOC   | THR   | NÜR    | VAL     | MUG   | PAU   | PER     | SPA   | DON     | MIS 13  | MAN     | NC   | 0      |
| Fuente: |           |         |       |       |        |         |       |       |         |       |         |         |         |      |        |

### Fórmula 1
(Clave) (negrita indica pole position) (cursiva indica vuelta rápida)

| Año     | Escudería            | 1       | 2       | 3       | 4       | 5   | 6   | 7   | 8   | 9   | 10  | 11  | 12  | 13  | 14  | 15  | Pos. | Puntos |
| ------- | -------------------- | ------- | ------- | ------- | ------- | --- | --- | --- | --- | --- | --- | --- | --- | --- | --- | --- | ---- | ------ |
| 1981    | Osella Squadra Corse | USW DNQ | BRA DNQ | ARG DNQ | SMR Ret | BEL | MON | ESP | FRA | GBR | GER | AUT | NED | ITA | CAN | LVG | NC   | 0      |
| Fuente: |                      |         |         |         |         |     |     |     |     |     |     |     |     |     |     |     |      |        |

### Turismo Competición 2000
(Clave) (negrita indica pole position) (cursiva indica vuelta rápida)

| Año  | Equipo                   | Auto        | 1     | 2     | 3    | 4    | 5       | 6         | 7     | 8     | 9   | 10  | 11 | 12 | 13   | 14   | 15     | 16     | 17    | 18    | 19  | 20  | 21  | 22  | 23    | 24    | 25  | 26  | 27     | 28     | Res. | Puntos |
| ---- | ------------------------ | ----------- | ----- | ----- | ---- | ---- | ------- | --------- | ----- | ----- | --- | --- | -- | -- | ---- | ---- | ------ | ------ | ----- | ----- | --- | --- | --- | --- | ----- | ----- | --- | --- | ------ | ------ | ---- | ------ |
| 1997 |                          |             | RAF I | RAF I | RC I | RC I | POS     | POS       | SJU I | SJU I | PAR | PAR | GR | GR | BB I | BB I | SJU II | SJU II | RC II | RC II | NDJ | NDJ | MZA | MZA | BB II | BB II | TRE | TRE | RAF II | RAF II | 19.º | 18     |
| 1997 | Junior Menem Competición | Fiat Tempra | 6     | 8     | 8    | 13   | 14 (13) | 13† (11†) | 9     | 7     |     |     |    |    |      |      |        |        |       |       |     |     |     |     |       |       |     |     |        |        | 19.º | 18     |

## Palmarés
| Título  | Categoría           | Automóvil      | Año  |
| ------- | ------------------- | -------------- | ---- |
| Campeón | Fórmula 4 Argentina | Crespi-Renault | 1974 |
| Campeón | Fórmula 4 Argentina | Crespi-Renault | 1975 |
| Campeón | Fórmula 2 Argentina | Lotus-Renault  | 1975 |
| Campeón | Fórmula 2 Argentina | Lotus-Renault  | 1976 |
| Campeón | Fórmula 2 Argentina | Lotus-Renault  | 1977 |
| Campeón | TC 2000             | Renault Fuego  | 1989 |

### Otras distinciones
| Título     | Categoría                    | Automóvil      | Año  |
| ---------- | ---------------------------- | -------------- | ---- |
| Subcampeón | Fórmula 4 Argentina          | Crespi-Renault | 1972 |
| Subcampeón | Fórmula 4 Argentina          | Crespi-Renault | 1973 |
| Subcampeón | Fórmula 1 Mecánica Argentina | Berta-Tornado  | 1977 |
| Subcampeón | Fórmula 2 Codasur            | Berta-Renault  | 1984 |